# Chernes cavicola
Chernes cavicola är en spindeldjursart som beskrevs av G. Joseph 1882. Chernes cavicola ingår i släktet Chernes och familjen blindklokrypare. Inga underarter finns listade i Catalogue of Life.